# Église Sainte-Marie de Paxton
Pour les articles homonymes, voir Église Sainte-Marie.
L'église Sainte-Marie (anglais : St. Mary's Church) est un édifice religieux catholique du début du XXe siècle situé à Paxton (Illinois), aux États-Unis.

## Situation et accès
L'édifice est situé à l'angle des rues Pells-Ouest et Maple-Nord, à l'ouest de Paxton. Plus largement, il se trouve dans le comté de Ford, dans l'État de l'Illinois.

## Histoire
L'église est élevée pour un coût d'environ 11 000 dollars. La cérémonie de dédicace a lieu le 21 janvier 1911 et est donnée par l'évêque Dunne.

## Structure
Fait de briques, l'édifice adopte un style néoroman. Son intérieur est remarquablement décoré.